# Лесогорский район (Ленинградская область)
Лесого́рский район (до 1948 года — Яскинский) — административно-территориальная единица Ленинградской области, существовавшая с 1940 по 1960 годы.
Административный центр — посёлок Лесогорский.

## История
9 июля 1940 года на части территории, перешедшей к СССР от Финляндии в результате Советско-финской войны, был образован Яскинский район с центром в п. Яски в составе Карело-Финской ССР.
В ноябре 1944 года район был передан в состав Ленинградской области.
1 октября 1948 года район вместе с райцентром был переименован в Лесогорский.
9 декабря 1960 года Лесогорский район был упразднен, его территория включена в состав Выборгского района.

## Население
По итогам всесоюзной переписи населения 1959 года население района составило 27 388 человек, в том числе в городах Светогорске — 10 448 чел., Каменногорске — 3025 чел., райцентре посёлке Лесогорский — 5330 чел.